# Abantis bicolor
Abantis bicolor är en fjärilsart som beskrevs av Roland Trimen 1864. Abantis bicolor ingår i släktet Abantis och familjen tjockhuvuden. Inga underarter finns listade i Catalogue of Life.